# Wayne Hussey
Jerry Wayne Hussey (* 26. Mai 1958 in Bristol) ist ein britischer Musiker aus dem Dark-Wave-Umfeld. Weltweite Bekanntheit erlangte er als Gitarrist von The Sisters of Mercy sowie als Frontman der von ihm gegründeten Band The Mission.

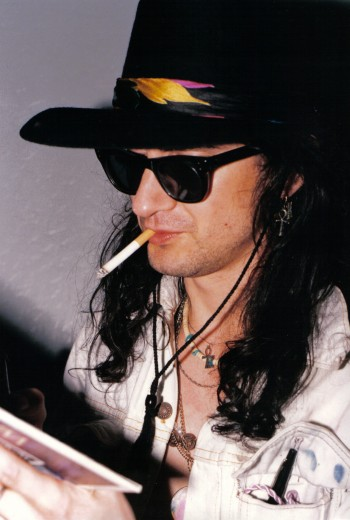
Wayne Hussey 1987

## Werdegang

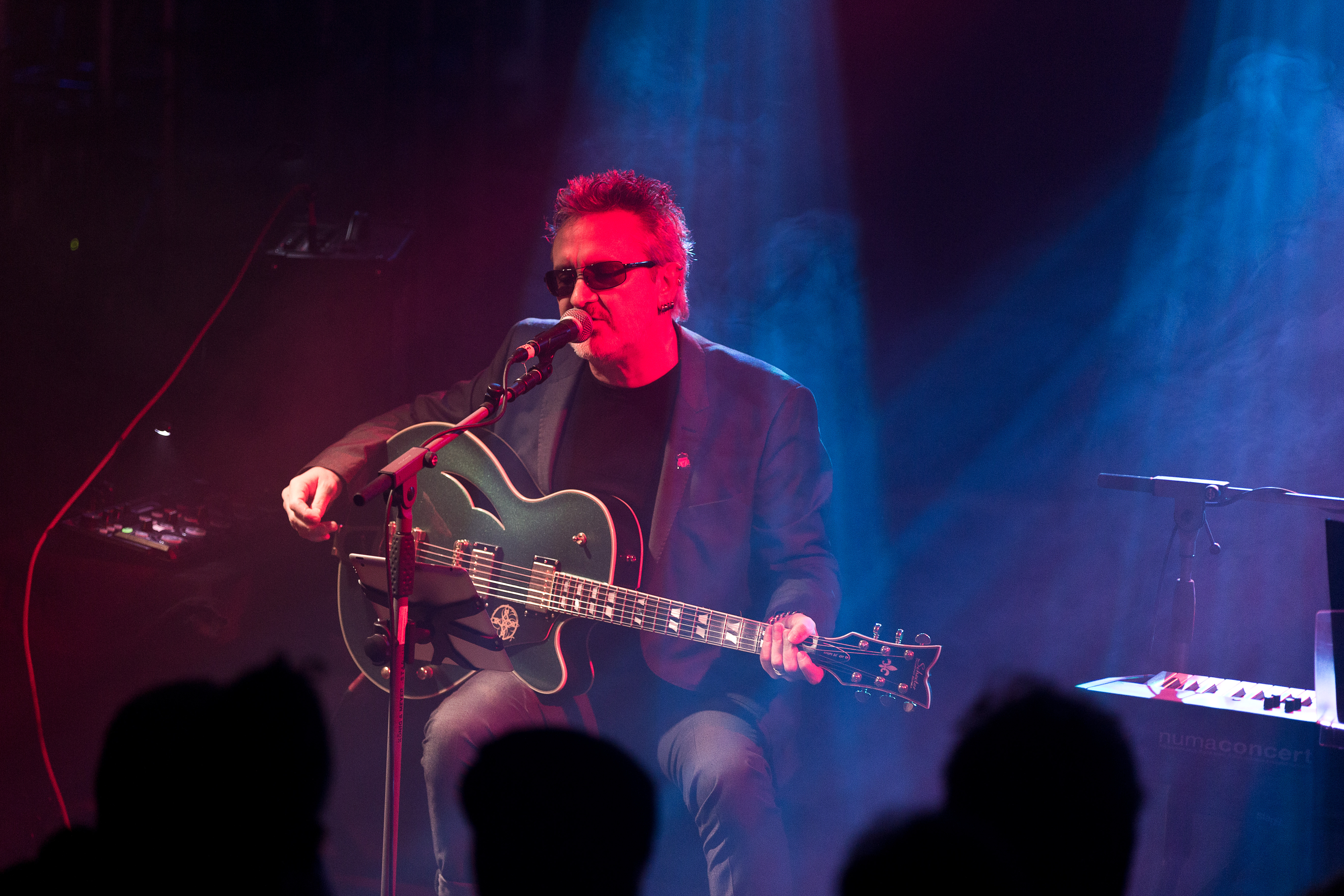
Wayne Hussey auf dem Kasematten-Festival 2016.

Hussey wuchs in der Gegend um Bristol auf und war stark von der Band T. Rex beeinflusst. In einem Interview erklärte er, dass ihn Marc Bolan zum Gitarrespielen inspiriert habe. Ende der 70er zog Hussey nach Liverpool und spielte zunächst Gitarre in einigen lokalen unbekannten Bands, bevor er 1980 von Pauline Murray als Live-Gitarrist ihrer Gruppe The Invisible Girls engagiert wurde, die er aber nach ein paar Monaten wieder verließ.
Kurz vor Jahreswechsel 1981 wurde er von Pete Burns kontaktiert, der ihn als Gitarrist für seine Band Dead or Alive verpflichten wollte. Hussey nahm an und zog daraufhin nach London. Erste Auftritte fanden im berühmten Batcave statt. Nach der Veröffentlichung der EP From Nowhere to Nowhere begann Hussey auch die Lieder zu komponieren, so schrieb er die Single Misty Circles  alleine. Nach den ersten Charterfolgen entstanden Spannungen zwischen Hussey und Burns, in welche Richtung der Musikstil der Band gehen sollte. Hussey war mit den Plänen, die Musik pop-lastiger zu gestalten nicht einverstanden und verließ Anfang 1984 die Band.
Kurze Zeit später stieg er bei The Sisters of Mercy ein. Auch hier spielte er nicht nur Gitarre, sondern fungierte zudem als Songwriter. Hussey prägte die Musik der Band erheblich und schrieb gut die Hälfte der Songs des Debütalbums First and Last and Always. Noch während der Tournee durch Nordamerika kam es zum Streit zwischen den Bandmitgliedern und dem Frontman Andrew Eldritch, worauf dieser die Gruppe im November 1985 vorübergehend auflöste.
Einige Monate später gründete Hussey zusammen mit Craig Adams die Band The Mission, die bis heute besteht. Sein erstes Soloalbum Bare erschien 2009.

## Diskografie

### Mit Dead or Alive
- 1982 From Nowhere to Nowhere (EP)
- 1982 The Stranger (Single)
- 1983 Misty Circles (Single)
- 1983 What I Want (Single)

### Mit The Sisters of Mercy
- 1984 Body and Soul (EP)
- 1984 Walk Away (Single)
- 1985 First and Last and Always (Album)
- 1985 No Time to Cry (Single)
- 1987 Wake (Live-VHS)

### Mit The Mission
siehe The Mission

### Solo
- 2009 Bare (Album)
- 2014 Songs of Candlelight and Razorblades (Album)